# Ghanem Zrelli
Ghanem Zrelli, né le 6 décembre 1984 à Korba, est un acteur tunisien.

## Filmographie

### Cinéma
- 2007 : Thalathoun de Fadhel Jaziri[1]
- 2011 : Or noir de Jean-Jacques Annaud
- 2015 :
  - Narcisse de Sonia Chamkhi[2]
  - Thala mon amour de Mehdi Hmili
- 2017 :
  - L'Amour des hommes de Mehdi Ben Attia
  - La Belle et la Meute de Kaouther Ben Hania
- 2019 : Les Épouvantails de Nouri Bouzid

### Courts métrages
- 2014 :
  - Le Vent souffle où il veut de Lyes Bessrour
  - Mélodies de Marwa Rekik[3]
- 2016 : Déjà Vu de Dorsaf Hasni

### Télévision
- 2009 : Njoum Ellil (saison 1) de Madih Belaïd
- 2012 : Omar de Hatem Ali
- 2016 : Bolice 2.0 de Majdi Smiri
- 2016-2017 : Flashback de Mourad Ben Cheikh
- 2019 : El Maestro de Lassaad Oueslati
- 2025 : Salla Salla de Mohamed Ali Mihoub

## Théâtre
- 2012 : El h'na (La Sérénité), d'après La Noce chez les petits bourgeois, texte de Bertolt Brecht et mise en scène de Ghanem Zrelli

## Récompenses
- 2016 :
  - Meilleur rôle masculin pour Narcisse de Sonia Chamkhi lors de la cinquième édition du Festival du film maghrébin organisé à Oujda (Maroc)[4].
  - Meilleur rôle masculin, ex aequo avec Jamel Madani, pour Narcisse lors de la cinquième rencontre des réalisateurs de films tunisiens[5].